# Gensler
Pour les articles homonymes, voir Gensler (homonymie).
Gensler est une agence d'architecture et de design américaine implantée mondialement. Elle a été fondée par Art Gensler, Drue Gensler et  James Follett en 1965.  Aujourd'hui c'est la plus importante agence d'architecture du monde avec plus de 5 000 collaborateurs dans 33 localités dans le monde et des travaux sur plus de 3 000 projets chaque année.

## Quelques réalisations

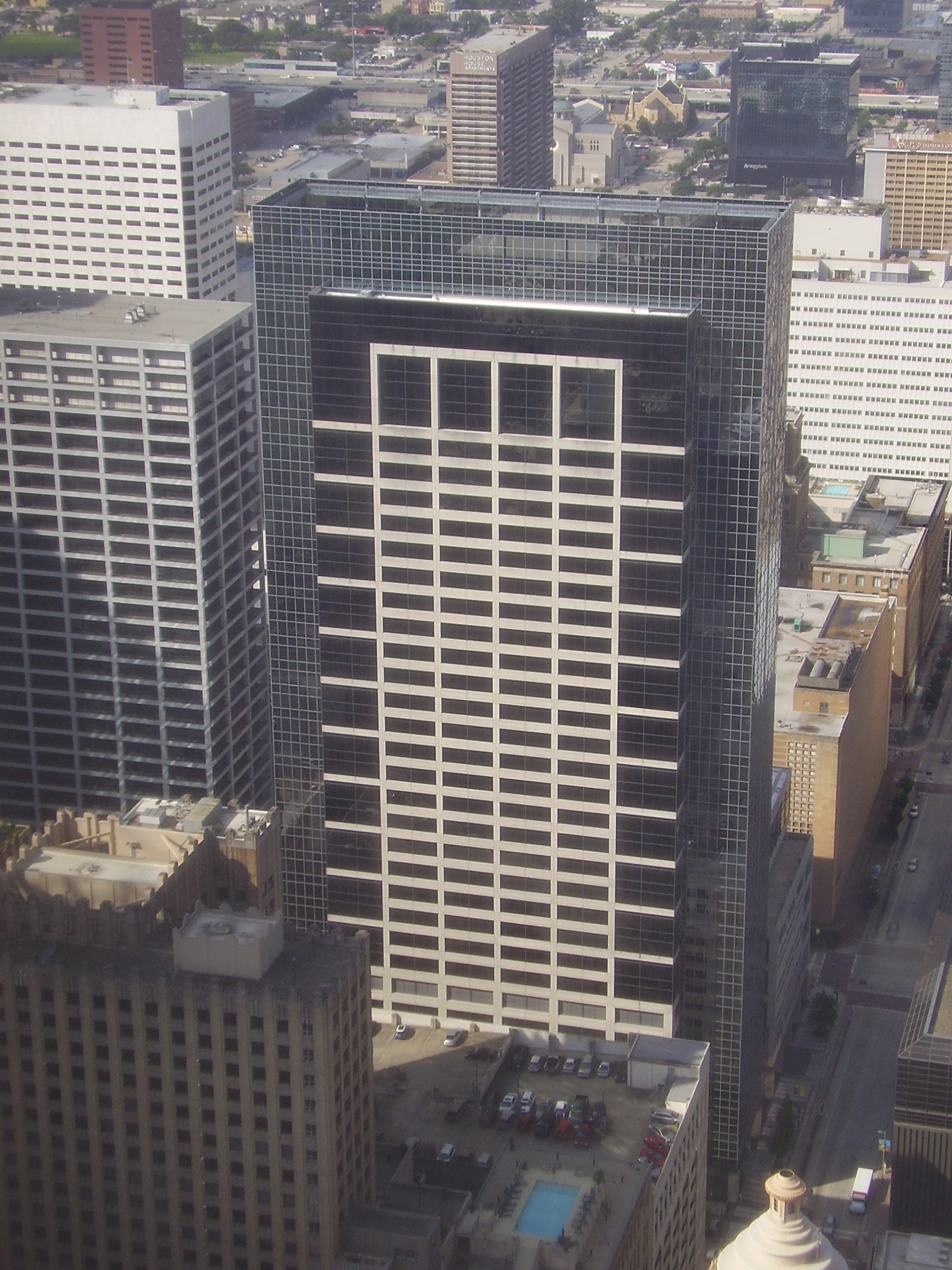
RRI Energy Plaza à Houston

- 301 Howard Street, San Francisco,  Californie, 1986
- 1111 Broadway, Oakland, Californie, 1990
- Anadarko Tower, The Woodlands-Houston, 2002
- RRI Energy Plaza, Houston, 2003
- Azure (gratte-ciel), Dallas, 2007
- International Center Building 3, Pékin, 2007
- River House, Shanghai, Chine, 2008
- Aria Resort & Casino, Las Vegas, 2009
- Park Towers,  Dubaï, Émirats arabes unis, 2011
- Shanghai Tower, Shanghai, 614 mètres de hauteur, 2015. C'est le plus haut gratte-ciel Chine et l'un des plus hauts du monde.
- Symphony Honolulu, Honolulu, États-Unis, 2016
- Concord International Centre, Chongqing, Chine, 2017
- Four Seasons at Burj Alshaya, Koweit City, 2017
- Banc of California Stadium, Los Angeles, 2018
- The Post Oak, Houston, 2018